# ریزموشیان
ریزموشیان (نام علمی: Sminthopsinae) نام یک زیرخانواده از تیره ستبردمان است.

## طبقه‌بندی
- زیرخانواده Sminthopsinae
  - Tribe ریزموش‌تباران
    - سرده موش کیسه‌دار جربوآ
      - موش کیسه‌دار جربوآ, Antechinomys laniger

    - سرده نینگوی
      - نینگوی ونگای, Ningaui ridei
      - نینگوی پیلبارا, Ningaui timealeyi
      - نینگوی جنوبی, Ningaui yvonnae

    - سرده ریزموش‌ها
      - S. crassicaudata species-group
        - ریزموش فربه‌دم, Sminthopsis crassicaudata

      - S. macroura species-group
        - ریزموش کاکادو, Sminthopsis bindi
        - ریزموش بوتلر, Sminthopsis butleri
        - ریزموش جولیا کریک, Sminthopsis douglasi
        - ریزموش صورت‌راه‌راه, Sminthopsis macroura
        - ریزموش گونه‌سرخ, Sminthopsis virginiae

      - S. granulipes species-group
        - ریزموش دم‌سفید, Sminthopsis granulipes

      - S. griseoventer species-group
        - ریزموش جزیره کانگورو, Sminthopsis aitkeni
        - ریزموش جزیره بولانژه, Sminthopsis boullangerensis
        - ریزموش شکم‌خاکستری, Sminthopsis griseoventer

      - S. longicaudata species-group
        - ریزموش دم‌دراز, Sminthopsis longicaudata

      - S. murina species-group
        - ریزموش بلوطی, Sminthopsis archeri
        - ریزموش دم‌دراز کوچک, Sminthopsis dolichura
        - ریزموش دودی, Sminthopsis fulginosus
        - ریزموش گیلبرت, Sminthopsis gilberti
        - ریزموش صورت‌سفید, Sminthopsis leucopus
        - ریزموش دم‌لاغر, Sminthopsis murina

      - S. psammophila species-group
        - ریزموش پاپشمالو, Sminthopsis hirtipes
        - ریزموش اولدئا, Sminthopsis ooldea
        - ریزموش سندهیل, Sminthopsis psammophila
        - ریزموش پاپشمالوی کوچک, Sminthopsis youngsoni

  - Tribe کیسه‌موش‌ها
    - سرده کیسه‌موش‌ها
      - کیسه‌موش کم‌دندان, Planigale gilesi
      - کیسه‌موش دم‌دراز, Planigale ingrami
      - کیسه‌موش معمولی, Planigale maculata
      - کیسه‌موش گینه نو, Planigale novaeguineae
      - کیسه‌موش بینی‌باریک, Planigale tenuirostris